# Пастух Орест Валерійович
Орест Валерійович Пастух (нар. 2 липня 1987, Косів, Івано-Франківська область, УРСР) — український актор, режисер, письменник, драматург.

## Життєпис
Народився 2 липня 1987 року у місті Косові Івано-Франківської області. Середню освіту здобув у місцевій середній школі № 2 з 1994 по 2005 роки. Паралельно навчався у Косівській дитячій школі мистецтв (по класу хореографії, та фортепіано).
У період з 2005 по 2010 роки — студент кафедри театрального мистецтва Інституту мистецтв Прикарпатського національного університету ім. Василя Стефаника (курс Олександра Добряка).
У 2008—2009 роках, паралельно з навчанням, працює артистом драми Коломийського академічного обласного українського драматичного театру ім. Івана Озаркевича. На сцені цього театру відбулася дипломна вистава «На полі крові» (за мотивами творів Лесі Українки «На полі крові» та «Одержима»).
У Хмельницькому обласному українському музично-драматичному театрі ім. Михайла Старицького працює артистом драми (2009—2010), згодом — режисером-постановником (2010—2011), і головним режисером (2011—2012). У театрі втілив низку постановок, та ролей. Так, вистава «Ревізор» за Гоголем була відмічена критикою і фестивальними дипломами.
З 2012 по 2018 режисер-постановник Івано-Франківського обласного музично-драматичного театру ім. Івана Франка.
У період з 2012 по 2017 роки — викладач майстерності актора на кафедрі театрального і хореографічного мистецтва Інституту мистецтв Прикарпатського національного університету ім. Василя Стефаника.
З 2018 року — актор Київського академічного театру «Золоті ворота».
Творчий доробок складає понад тридцять ролей, постановок у жанрах комедії, трагедії, філософської притчі; акторські роботи у кіно.
В якості хобі спроби в літературі — понад 50 оповідань та новел, збірка «Квіти на сміттєзвалищі» (2010 р.), поезія, есеїстика, драматургія (п'єси «Голоси в темряві» (2014 р.) та «Шторм» (2021 р.). Друкувався під псевдонімами Orest le Grand (в юності), Ерко Красовський та Орест Пастух в літературних часописах «Перевал», «Прообраз», «Чума», «Склянка часу», «Дзвін», збірках «Великдень через Збруч», «Покрова через Збруч» (в-во «КМ-Букс», укладач Лора Підгірна 2019 р.) та «Свічадо зореслова» (посібник-хрестоматія зі сценічної мови для студентів вищих навчальних закладів культури і мистецтв. Укладачі — Ігнатюк М. М. Сулятицький М. І. 2011 р.). З оповіданням «Покидьок» став дипломантом міжнародного конкурсу на найкраще коротке оповідання «Zeitglas — 2013» (м. Канів).

## Акторські роботи в театрі
Коломийський академічний обласний український драматичний театр імені Івана Озаркевича
- 2009 — «Boa constrictor» Івана Франка; реж. Максим Голенко — Гершко
- 2009 — «Суєта» Івана Карпенко-Карого; реж. Ростислав Коломієць — Петро
- 2009 — «На полі крові» за драматичною поемою Лесі Українки; реж. Орест Пастух — Юда

Хмельницький обласний український музично-драматичний театр ім. Михайла Старицького
- 2010 — «Блез» Клода Маньє; реж. Орест Пастух — Блез Д'амбріє
- 2011 — «Ревізор» комедією Миколи Гоголя; реж. Орест Пастух — Хлєстаков
- 2011 — «AZA 2011» Михайла Старицького; реж. Мирослав Гринишин — Панас

Івано-Франківський академічний обласний музично-драматичний театр імені Івана Франка
- 2012 — «…майже ніколи не навпаки» Марії Матіос; реж. Ростислав Держипільський — Іван Варварчук
- 2013 — «Три сестри» за драмою Антона Чехова; реж. Ростислав Держипільський — Федір Ілліч Кулигін[8]
- 2013 — «Готель двох світів» Еріка-Емманюеля Шмітта; реж. Орест Пастух — Раджапур, маг / Жульєн Порталь[9]
- 2015 — «Гамлет у гострому соусі» Альдо Ніколаї; реж. Орест Пастух — Гамлет[10]
- 2017 — «Пристрасті Тіля» за «Тілем» Григорія Горіна; реж. Максим Голенко — Філіпп, король[11]
- 2018 — «Модільяні» за мотивами сценарію одноіменного[en] художнього фільму 2004 року Міка Девіса; реж. Ростислав Держипільський — Пабло Пікассо[12][13]

«Новий театр» (Івано-Франківськ)
- 2016 — «Собака» Валентина Красногорова; реж. Тарас Бенюк — Він[14]

«Дикий Театр» (Київ)
- 2018 — «Ла-Ла-Лай-Но» за мотивами «Геркулеса та Авгієвих стаєнь» Фрідріха Дюрренматта; реж. Олексій Доричевський — Полібій
- 2020] — «Червоне, чорне і знову червоне» сценарної команди «Піратська Бухта»; реж. Максим Голенко[15][16]

Київський академічний театр «Золоті ворота»
- (введення) — «Гедда Ґаблер» за п'єсою Генріка Ібсена; реж. Олена Щурська — Йорґен Тессман
- (введення 18 вересня 2018) — «Сьогодні вечері не буде» третя частина п'єси «Хворі» Антоніо Аламо; реж. Жуль Одрі — Лаврентій Берія
- (введення з 14 жовтня 2018) — «Місто богів» Славка Грума; реж. Юрій Диваков — Преліх
- 2019 — «Отелло/Україна/Facebook» Павла Ар'є та Марини Смілянець; реж. Стас Жирков — Орест Пастух / Отелло / Дездемона / Породілля / Телеоператор / Пацанчік[17]
- 2019 — «Бери од жизні всьо» Руслана Горового та Татусі Бо; реж. Тетяна Губрій
- 2019 — «MIŁOŚĆ / Любов» Миколая Миколайчика; реж. Миколай Миколайчик
- 2020 — «Родина патологоанатома Людмили» Павла Ар'є; реж. Олена Апчел
- 2020 — «Мудак» Андрія Бондаренка; реж. Тетяна Губрій — Ігор, еко-полісмен[18][19]
- 2022 — «Тест» Лукаса Берфуса; реж. Тамара Трунова — Францек, помічник депутата[20]

Одеський академічний український музично-драматичний театр імені В. Василька
- 2019 — «Енеїда-XXI» Віталія Ченського за одноіменною поемою Івана Котляревського; реж. Максим Голенко (спільний проєкт із Диким Театром), м. Київ) — Ахат[21]

## Режисерські роботи в театрі
Орест Пастух доклав максимум зусиль, аби адаптувати п’єсу Біляни Срблянович до незагартованого івано-франківського глядача, і зробив виставу, в якій послідовно досліджуються стосунки батьків і дітей. Ця тема справді є універсальною та завжди на часі. Вистава, у якій режисер також є сценографом та автором музичного вирішення, починається з лаконічного прологу: на авансцені перед закритою напівпрозорою завісою чемно сидять на стільчиках усі герої. На головах у них – кумедні дитячі святкові ковпачки, в очах – очікування свята. За завісою ми бачимо постать, яка тримає у руці величезний оберемок різнокольорових повітряних кульок. Свято ось-ось має розпочатися…
Коломийський академічний обласний український драматичний театр імені Івана Озаркевича
- 2009, 17 травня — «На полі крові» за драматичною поемою Лесі Українки

Хмельницький обласний український музично-драматичний театр ім. Михайла Старицького
- 2009 — «Кішки-мишки» Олександра Марданя
- 2010 — «Блез» Клода Маньє
- 2010 — «Бременські музиканти» Василя Ліванова, Юрія Ентіна, за мотивами казки братів Грімм
- 2011 — «Ревізор» за комедією Миколи Гоголя
- 2011 — «Відомі таємниці» Йогана Нестроя

Хмельницька обласна філармонія
- 2016 — «Назар Стодоля» за "п'єсою Тараса Шевченка, Костянтина Данькевича (опера)[23]
- 2016 — «Украдене щастя» опера Юлій Мейтуса, Максима Рильського за п'єсою Івана Франком

Івано-Франківський академічний обласний музично-драматичний театр імені Івана Франка
- 2011 — «Тітонька Чарлі» за Брендоном Томасом
- 2012 — «Фатальні жінки Бальзамінова» Олександра Островського[24]
- 2013 — «Готель двох світів» за Еріком-Емманюелєм Шміттом[25][26]
- 2014 — «У неділю рано зілля копала» Ольги Кобилянської
- 2014 — «Змішані почуття» Річарда Баєра[27][28]
- 2015, 28 червня — «Оце так Анна…!» Марка Камолетті[29]
- 2015 — «Сарана» Біляни Срблянович[30]
- 2015, 6 грудня — «Гамлет у гострому соусі» Альдо Ніколаї[31]
- 2016 — «Кар'єрні ігри» Жорді Гальсерана[32]
- 2017, 4 березня — «За двома зайцями» за п'єсою Михайла Старицького[33][34]
- 2017, 5 листопада — «Той, хто платить…» Іва Жаміака[35][36]
- 2018 — «Любов до гробу» за мотивами п'єси «Не п'ята, а дев'ята» Альдо Ніколаї[37][38]

Інші проєкти
- 2015, 6 червня — «Легені» («Lungs») Дункана МакМілана[en] — читка п'єси фіналістами конкурсу «Сучасна британська драма на українській сцені»[39][40][41]

Київський академічний театр «Золоті ворота»
- 2016, 30 вересня — «Як не стати порохом» Дьєрдя Шпіро[en][42][43][44]

## Фільмографія
- 2018 — «Король Данило»; реж. Тарас Химич — Орбан[45]
- 2019 — «Червоний. Без лінії фронту»; реж. Заза Буадзе — Зенон[46]
- 2019 — «ЕКС» / The Raid; реж. Сергій Лисенко — Чорний[47]
- 2019 — «Артист» (телесеріал); реж. Анатолій Матешко — Артур[48]

## Нагороди
- 2011 — VIII театральний фестиваль-конкурс найкращих прем'єрних постановок сезону «Прем'єри сезону 2011» (Івано-Франківськ)
  - Спеціальний приз журі за «Режисуру та виконання заголовної ролі» у виставі «Ревізор»[49]
- 2011 — IX Всеукраїнський фестиваль «Тернопільські театральні вечори. Дебют — 2011»
  - Диплом III-го ступеня за «Найкращу режисерську роботу» у виставі «Ревізор»
- 2012 — Х Всеукраїнський фестиваль «Тернопільські театральні вечори. Дебют — 2012»
  - Диплом II-го ступеня за «Найкращу режисерську роботу» у виставі «Фатальні жінки Бальзамінова»[50]
- 2014 — III Всеукраїнський фестиваль молодої режисури ім. Леся Курбаса (Київ)
  - Диплом учасника за виставу «Готель двох світів» Е. Шмітта[51]
- 2016 — XIV Всеукраїнський фестиваль «Тернопільські театральні вечори»
  - Диплом за участь у мистецькому тижні присвяченому світлій пам'яті Михайла Форгеля за виставу «Готель двох світів» Е. Шмітта
- 2017 — Театральний фестиваль «Зірковий листопад» (Мукачево)
  - Диплом учасника фестивалю за виставу «Готель двох світів» Е. Шмітта